# Onychocella falunica
Onychocella falunica is een mosdiertjessoort uit de familie van de Onychocellidae. De wetenschappelijke naam van de soort is voor het eerst geldig gepubliceerd in 1930 door Ferdinand Canu en Ray Smith Bassler.